# Gramatika z Port-Royal
Gramatika z Port-Royal (francouzsky: Grammaire de Port-Royal; původním názvem však: Grammaire générale et raisonnée contenant les fondemens de l'art de parler, expliqués d'une manière claire et naturelle, tj. "Obecná a racionální gramatika, obsahující základy umění mluvit, vysvětlená jasným a přirozeným způsobem") byla průkopnickým dílem filosofie jazyka.

## Historie
Tuto knihu, která byla vydána v Paříži v roce 1660, sepsali Antoine Arnauld a Claude Lancelot, významní představitelé tzv. Port-royalské školy ovlivněné jansenistickým myšlenkovým směrem morálně přísného katolicismu, jejímž centrem byl klášter Port-Royal des Champs. Dílo tvoří lingvistický protipól k Logice z Port-Royal z roku 1662.
Gramatika byla silně ovlivněna metodickými postupy René Descarta, proto ji Noam Chomsky označil za ukázkový příklad karteziánské lingvistiky. Hlavním argumentem Gramatiky, která byla určena pro libovolný jazyk, je to, že všem jazykům jsou společné univerzální mentální procesy, a proto se tedy mělo jednat o gramatiku univerzální. Jazyk je autory chápán jako odraz myšlení, jež je společné všem lidem díky společným gramatickým pravidlům všech jazyků. Racionální gramatika pak tvoří normativní osu správného, racionálního myšlení.
Mentalismus a univerzalismus francouzských gramatiků však nebyl zcela nestranný. Ostatní jazyky byly totiž hodnoceny podle toho, nakolik splňovaly principy racionality obsažené v Gramatice z Port-Royal. Nedodržování tzv. přirozeného pořádku slov (především v syntetických jazycích jako je němčina nebo latina) se pokládalo za znak iracionality a vlivu vášní.
Stejně jako u Logiky je pro Grammaire de Port-Royal typické úsilí převádět jazyková spojení na soudy jako logické operace rozumu, na nichž se tato spojení zakládají. Arnauld a Lancelot měli patrně na mysli, byť vágně, rozdíl mezi povrchními a hlubšími strukturami vět. Jejich záměrem však nebylo převádění jedné jazykové struktury na jinou, nýbrž převod jazykových struktur na operace rozumu.

### Význam
Gramatika z Port-Royal měla značný vliv na rozvoj lingvistiky zejména v 18. století, ale odkazovali se na ni i lingvisté moderní, například Ferdinand de Saussure a zmíněný zakladatel generativní a transformační gramatiky Noam Chomsky, který v autorech tohoto spisu dokonce viděl své předchůdce.